# Val Sampuoir (Ardez)
Koordinaten: 46° 45′ N, 10° 12′ O; CH1903: 810904 / 180770
Die Val Sampuoir ist ein rechtes Seitental des schweizerischen Unterengadins und liegt auf dem Territorium der Gemeinde Scuol.

## Name
Der Name des Tals stammt, gleich wie bei der gleichnamigen Val Sampuoir in der nahe gelegenen Gemeinde Valsot, von einem alten, heute im Rätoromanischen nicht mehr vorhandenen Wort sap für deutsch Tanne, Wald (lat. sapinus, ebenfalls Tanne).
Den Talabschluss bildet der gleichnamige Piz Sampuoir (3023 m ü. M.) auf den Grenzen der Gemeinden Scuol und Zernez.

## Alpwirtschaft
Die Alp Sampuoir liegt auf 1854 m ü. M. und wird von einem Ardezer Landwirtschaftsbetrieb mit Mutterkuhhaltung bestossen.
In früheren Zeiten stellte der Braunbär für die Alpwirtschaft in der Val Sampuoir ein Problem dar. Daher wurde in der Nähe der Alphütten ein Wasserrad mit Schlaghammer montiert, was nachts die Bären fernhielt. In der Val Sampuoir wurde der letzte Bär am 12. Oktober 1861 erlegt, die letzte Erwähnung eines gerissenen Kalbes erfolgte jedoch über 30 Jahre später, und zwar am 16. Juli 1895 auf der Alp Sursass am linken Talausgang.

## Wasserkraft
Der Ardezer Weiler Sur En betrieb bis ins 19. Jahrhundert eine Mühle an der Aua da Sampuoir (dt. Sampuoir-Bach). An der gleichen Stelle wurde die Wasserkraft bis 1916 auch für eine Sägerei genutzt.
Auf halbem Weg zwischen der Alp Sampuoir und der Mündung in den Inn wird die Aua da Sampuoir heute von den Engadiner Kraftwerken gefasst. Die Fassung auf 1644 m. ü. M. führt das Wasser im Stollen zunächst südwärts, also der Talrichtung entgegen. Unter dem Piz Nair auf der Grenze zwischen Ardez und Tarasp vereinigt sich der Stollen mit dem Stollen von Ova Spin bei Zernez nach Pradella bei Scuol. Die Wassernutzung der Val Sampuoir ist technisch auf ein Maximum von 1,5 Kubikmeter pro Sekunde ausgelegt.